# Tucetona shinkurosensis
Tucetona shinkurosensis is een tweekleppigensoort uit de familie van de Glycymerididae. De wetenschappelijke naam van de soort is voor het eerst geldig gepubliceerd in 1952 door Hatai, Niino & Kotaka in Niino.